# 黄西遗址
黄西遗址，位于中华人民共和国青海省大通回族土族自治县黄家寨乡黄西村，为青海省市县级文物保护单位，公布日期为1987年7月23日，类型为古遗址。
黄西遗址的历史年代为青铜时代。